# Purificarea etnică a georgienilor din Abhazia

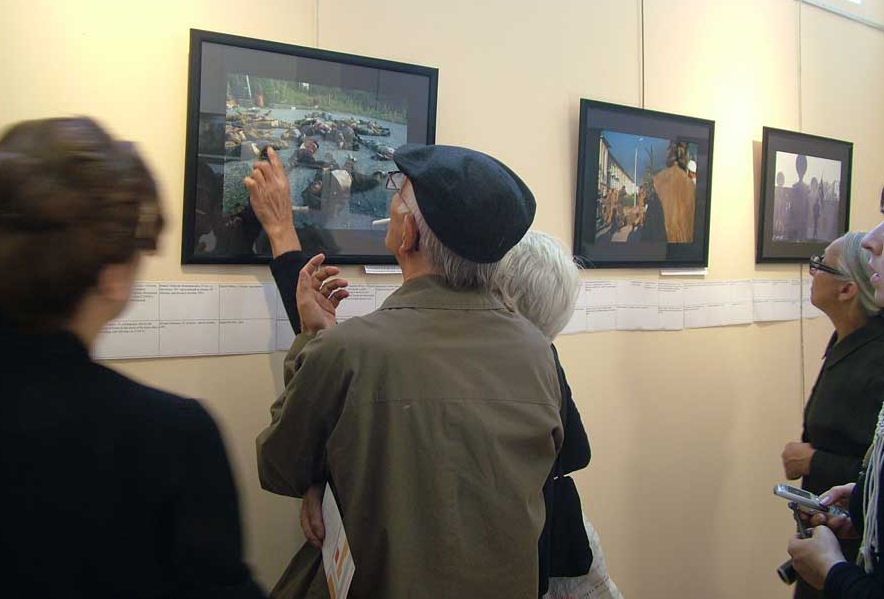
Un vizitator la o galerie își recunoaște fiul mort într-o fotografie cu ocazia celei de-a 12-a comemorări a purificării etnice din Abhazia, 2005.

Purificarea etnică a georgienilor / gruzinilor în Abhazia,           cunoscută și sub numele de masacrele asupra georgienilor în Abhazia   sau genocidul asupra georgienilor din Abhazia (georgiană ქართველთა გენოციდი აფხაზეთში) (se referă la sursele georgiene)  - se referă la "curățarea etnică",  constând în masacrarea  și expulzarea în masă a mii de georgieni care trăiau în Abhazia, în timpul conflictului georgiano-abhazic din 1992-1993 și din 1998, efectuate de separatiștii din Abhazia, susținuți de Rusia.      

Armenii, grecii, rușii și abhazienii care s-au opus au fost de asemenea uciși.  Aproximativ 200 000 până la 250 000 de civili georgieni au devenit persoane strămutate intern (IDP). 
 
Eliminarea și masacrarea georgienilor au fost recunoscute oficial de către convențiile Organizației pentru Securitate și Cooperare în Europa (OSCE) în 1994, 1996 și din nou în 1997, în timpul summiturilor de la Budapesta, Lisabona și Istanbul și au fost condamnați "făptașii crimelor de război comise în timpul conflictului ".
   
La 15 mai 2008, Adunarea Generală a Organizației Națiunilor Unite a adoptat (cu 14 voturi pentru, 11 împotrivă și 105 abțineri) o rezoluție A / RES / 62/249 în care subliniază importanța menținerii drepturilor de proprietate ale refugiaților și persoanelor strămutate în interior din Abhazia, Georgia, incluzând victimele "curățării etnice" raportate și invită toate statele membre să descurajeze persoanele aflate sub jurisdicția lor să obțină proprietăți pe teritoriul Abhaziei, Georgia, încălcând drepturile persoanelor returnate ".  Consiliul de Securitate al ONU a adoptat o serie de rezoluții în care a făcut apel la încetarea focului. 

## Fundalul masacrelor
Înainte de războiul din 1992, georgienii au reprezentat aproape jumătate din populația Abhaziei, în timp ce mai puțin de o cincime din populație era abhază . În schimb, în 1926, cele două populații erau aproape echilibrate la aproximativ o treime, fiecare dintre ele,  restul fiind ruși, armeni și greci. Imigrația pe scară largă a georgienilor, a rușilor și a armenilor a permis populației georgiene să crească; în timp ce populația abhaziană nu s-a dublat nici până în 1989, populația georgiană s-a mărit aproape de patru ori, de la 67494 la 239.872, populația armeană s-a triplat, iar populația rusă s-a sextuplat. 

### Conflictul militar din Abhazia
În 1992, situația politică din Abhazia s-a transformat într-o confruntare militară între guvernul georgian și separatiștii abhazi. Luptele au escaladat, forțele din cadrul Ministerului de Interne și al Armatei georgiene, împreună cu unitățile de poliție, au luat Suhumi și s-au apropiat de orașul Gudauta. Politicile pe baze etnice inițiate de georgieni în Sukhumi au creat simultan refugiați și un nucleu de luptători hotărîți să-și recâștige casele pierdute. 
 
Cu toate acestea, pe măsură ce războiul a progresat, separatiștii abhazi au efectuat aceleași politici de deplasare violentă a georgienilor din casele lor în proporții mai mari, ceea ce a lăsat 250 000 de persoane evacuate cu forța din casele lor.  Cu ajutor din partea Rusiei, au reușit să reînarmeze și să organizeze batalioane de "voluntari" din Caucazul de Nord. Potrivit analistului politic Gheorghi Mirskî, baza militară rusă din Gudauta "furniza arme și muniții către partea abhază". 
  
Mai mult, el adaugă că "nici o dovadă directă a acestui lucru nu a fost oferită vreodată, dar ar fi mai naiv să credem că tancurile, rachetele, forjerii, armele și alte arme grele pe care forțele coaliției anti-georgiene le-au folosit în războiul lor a fost capturat de la inamic. "  Această coaliție militară anti-georgiană a fost alcătuită din Grupul Caucazian de Nord "Confederații de Popoare Munte din Caucaz", divizia cecenă a lui Shamil Basaev "Gri Wolf", batalionul armean "Bagramian", cazacii, militanții din Transnistria și diverse unități rusești speciale.      
 
Potrivit cercetătorului politic Bruno Coppieters, "guvernele occidentale au făcut unele inițiative diplomatice în cadrul Organizației Națiunilor Unite și au făcut apel la Moscova pentru a opri implicarea activă a forțelor sale militare în conflict. Consiliul de Securitate al ONU a adoptat o serie de rezoluții în care se solicită încetarea focului și a condamnat politica abhaziană de curățare etnică ". 

Confruntat cu sute de mii de georgieni care nu doreau să-și părăsească casele, partea abhază a implementat procesul de purificare etnică, expulzând și a eliminând populația georgiană din Abhazia. 

Numărul exact al celor uciși în timpul epurării etnice este controversat, dar variază de la 8.000 la 10.000 de persoane, fără a include civilii care au fost uciși în 1998 în timpul atacului separatist din districtul Gali.  Aproximativ 200 000 până la 250 000 de georgieni au fost expulzați din casele lor. Campania etnică a purificării a inclus, de asemenea, ruși, armeni, greci, abhazii moderați și alte grupuri etnice minore care trăiesc în Abhazia. Peste 20.000 de case deținute de georgieni au fost distruse. Sute de școli, grădinițe, biserici, spitale, monumente istorice au fost spulberate și distruse. 

Rapoartele Departamentului de Stat din SUA din 1994 descriu scene de abuz masiv asupra drepturilor omului, rapoarte susținute și de Human Rights Watch pe baza constatărilor proprii. Potrivit raportului de țară al Departamentului de Stat al SUA privind conflictul din Abhazia (Georgia):

Forțele separatiste abhaze au săvârșit atrocități pe scară largă împotriva populației civile georgiene, ucigând multe femei, copii și vârstnici, capturând pe unii ca ostatici și torturând pe alții; ... ei au ucis un număr mare dintre georgienii civiliâ rămași în urmă, teritoriile abhaze fiind confiscate de separatiști. Separatiștii au lansat un regim de teroare împotriva majorității populației georgiene, deși și alte naționalități au avut de suferit. Cecenii și alți nord-caucazieni din Federația Rusă s-au alăturat trupelor abhaze în comiterea de atrocități...Refugiații din Abhazia au făcut relatări credibile de atrocități, inclusiv uciderea de civili fără a ține seama de vârstă sau sex. Cadavrele recuperate din teritoriile deținute de abhazi aveau semne extinse de tortură.

După încheierea războiului, guvernul Georgiei, Organizația Națiunilor Unite, Organizația pentru Securitate și Cooperare în Europa (OSCE) și refugiații au început să investigheze și să adune fapte despre acuzațiile de genocid, de curățare etnică și de deportare care a fost condusă de partea abhază în timpul conflictului. În 1994 și din nou în 1996, OSCE, în timpul summitului de la Budapesta, a confirmat oficial curățarea etnică a georgienilor în Abhazia și i-a condamnat pe "făptașii crimelor de război comise în timpul conflictului". 

În martie 2006, Tribunalul de la Haga pentru Crime de Război a anunțat că a examinat toate documentele transmise de partea georgiană. După o investigație pe scară largă, Tribunalul a concluzionat că va ancheta și va începe audierile privind campania de curățire etnică, crimele de război și teroarea provocate asupra etnicilor georgieni din Abhazia.  

Potrivit lui Catherine Dale de la Înaltul Comisariat al Națiunilor Unite pentru Refugiați: 

Într-o fostă tabără turistică din Kutaisi, o mare adunare de persoane strămutate relatează despre "practica obișnuită" numită "cravata italiană ", în care limba este tăiată din gât și legată în jurul gâtului. O femeie relatează despre un tată obligat să-și violeze fiica adolescentă și despre soldați abhazi făcând sex cu cadavre. Un om spune cum în Gudauta, abhazii au ucis copii mici și apoi le-au tăiat capetele ca să joace fotbal cu ele. Cazuri asemănătoare sunt repetate în mai multe relatări separate.

## Curățare etnică (1992-1993)
Raportul Human Rights Watch, care a fost elaborat în 1995 și cuprinde o descriere detaliată a crimelor de război și a atrocităților comise în timpul războiului, concluzionează că "Human Rights Watch găsește forțele abhaziste responsabile pentru valul previzibil de răzbunare, abuz de drepturi ale omului și crime de război a fost dezlănțuită asupra populației georgiene din Sukhumi și a altor părți ale Abhaziei. În opinia Human Rights Watch, aceste practici au fost într-adevăr încurajate pentru a scoate populația georgiană din casele ei. " 
| „ | Comandamentul georgian a vrut să facă un Blitzkrieg în Abhazia . . . Dar nu totul este decis de tancuri și Grad. Abhazii nu au alt pământ, nu avem unde să mergem. Dar georgienii nu mai pot trăi aici. În Abhazia, ei pot muri. (Vitaliy Smyr, 1992) | “ |

În continuare, câteva exemple sunt preluate din rapoartele Helsinki Human Rights Watch și din documentația prezentată pentru revizuire la Tribunalul Organizației Națiunilor Unite și la Haga pentru crime de război. 

### Căderea orașului Gagra
La 3 septembrie 1992, acordul mediat rus a fost semnat între părțile separatiste georgiene și abhaz, care obligau Georgia să își retragă forțele militare din orașul Gagra . Acordul i-a forțat pe separatiștii abhazi din Gudauta să se apere de atacurile asupra orașului. Curând după aceea, forțele georgiene care includeau batalioanele Shavnabada, Avaza și White Eagle (împreună cu tancurile lor și artileria grea) au părăsit orașul. Au rămas doar mici grupări armate (formate din unități de voluntari ale etnicilor georgieni din Gagra). Cu toate acestea, la 1 octombrie, partea abhază a încălcat acordul și a lansat un atac la scară largă asupra Gagrei. Atacul a fost bine coordonat și realizat în principal de către ceceni (sub comanda lui Shamil Basaev ) și cu militanții din Caucazul de Nord. Între timp, în Gagra, detașamentele georgiene mici au pierdut controlul suburbiilor orașului (Leselidze și Kolkhida) și au fost distruse în centrul orașului până la sfârșitul lunii octombrie. Odată cu căderea orașului, populația georgiană din Gagra a fost capturată de separatiști și aliații lor. Primele masacre majore și epurările etnice au fost comise în timpul căderii Gagra. 

Oameni de toate vârstele au fost scoși din Gagra, Leselidze, Kolkhida și uciși de ruși. Când militanții separatiști au intrat în oraș, civilii au devenit ținta crimei în masă. Principalele obiective au fost tinerii și copiii. Iată povestirea unui martor:

"Când m-am întors acasă, am fost surprinsă să văd o mulțime de oameni înarmați pe stradă. Au fost liniștiți. Am confundat pe unul dintre ei pentru vecinul meu georgian și am spus: "Ce mai faci?" în georgiană. El m-a apucat de încheietura mâinii și mi-a spus: Taci. Nu mi-a fost teamă pentru mine; credeam că mi-au ucis familia. El m-a întrebat în limba rusă: "Unde sunt băieții tăi? Nu te vom omorî pe tine, îi vom ucide pe ei. Am spus că nu erau aici, că au rămas doar bătrânii. " 

"Femeile și fetele tinere capturate de militanți au devenit victime ale violului și torturii. O femeie georgiană în vârstă care a trăit atacul din octombrie din Gagra a povestit următoarele: "Au adus un om orb și pe fratele său, care era întotdeauna cu el. Au început să-l bată pe orb, pe fratele și pe soția lui cu un pistol, numindu-l "câine!" și lovindu-l. Orbul a căzut. Am văzut sânge. Un soldat a spus: "Nu te vom omorî, dar unde sunt fetele tinere?" Am spus că nu există niciuna. " 

"My husband Sergo was dragged and tied to a tree. An Abkhaz woman named Zoya Tsvizba brought a tray with lots of salt on it. She took the knife and started to inflict wounds on my husband. After that, she threw salt on to my husbands exposed wounds. They tortured him like that for ten minutes. After, they forced a young Georgian boy (they killed him afterwards) to dig a hole with the tractor. They placed my husband in this hole and buried him alive. The only thing I remember him saying before he was covered with the gravel and sand was: "Dali take care of the kids!"

După căderea Gagrei, abhazii au început să jefuiască, să violeze și să tortureze, urmate de execuții sumare ale tuturor celor care au fost capturați și nu au reușit să fugă din oraș la timp. La ora 17:00, pe data de 1 octombrie, civilii (aproximativ 1000-1500 de persoane) au fost înconjurați și plasați sub pază pe stadionul de fotbal din centrul orașului Gagra. La 6 octombrie, aproape 50 de civili au fost găsiți atârnați de stâlpii electrici. Curând după aceea, copiii, vârstnicii, femeile și bărbații care au fost reținuți pe stadionul de fotbal au fost împușcați și aruncați în morminte masive, nu departe de stadion.

Un observator militar rus, Mihail Demianov (care a fost acuzat de partea georgiană de a fi consilierul militar al liderului separatist Ardzinba) a declarat pentru Human Rights Watch:

"Atunci când [abhazii] au intrat în Gagra, am văzut batalionul lui Șamîl Basaiev. Nu am văzut niciodată o grozăvie mai mare. Violau și ucideau pe toți cei capturați și târâți din casele lor. Comandantul abhaz Arshba a violat o fată de 14 ani, și mai târziu a dat ordin să fie executată. Toată ziua am auzit doar țipetele și strigătele oamenilor torturați cu cruzime. În ziua următoare, am asistat la execuția în masă a oamenilor pe stadion. Au instalat mitraliere și mortiere în partea de sus, iar pe oameni i-au adus pe teren. Le-a luat câteva ore să omoare pe toată lumea."

Observatorii ONU au început să investigheze și să adune toate faptele referitoare la crimele de război în timpul căderii Gagrei. Vicepreședintele Consiliului Suprem al Abhaziei, Mihail Jinjaradze, a fost scos din birou și a fost executat. 

### Masacrul din Kamani
După încercarea eșuată a forțelor separatiste și a aliaților lor de a asalta Suhumi pe 14 martie 1993, Abhazia și-a redirecționat forțele principale pe partea nordică a frontierei care despărțea Sukhumi de teritoriile controlate de separatiști. Pe 4 iulie, Confederația Popoarelor de la Munte din miliția din Caucaz, formațiunile Abhaziei și batalionul armean Bagramyan transportate de forțele navale rusești în orașul Tkhvarcheli, și-au început ofensiva în districtul nordic Suhumi. Forțele georgiene și unitățile locale de voluntari (inclusiv membrii organizației ucrainene naționaliste (UNA-UNSO) care au luptat în partea georgiană ca voluntari), staționați în satele Shroma, Tamishi și Kamani, au fost luați prin surprindere. Pe 5 iulie, după lupte intense, georgienii au pierdut până la 500 de persoane în câteva ore. Satul Kamani a căzut în mâinile formațiunilor separatiste și ale aliaților lor din Caucazul de Nord. Kamani era populat în principal de svani (un grup subetnic al poporului georgian) și de călugări ortodocși care locuiau în biserica Sf. Gheorghe, aflată în centrul satului.
 
Satenii (inclusiv femeile și copiii) au fost masacrați, în timp ce biserica Sf. Gheorghe a devenit scena unei băi de sânge.  Maicile au fost violate și ucise în fața preoților ortodocși, Yuri Anua și  Andria. Ambii preoți au fost luați în afara bisericii și interogați despre proprietatea asupra terenului din Abhazia. După ce au răspuns că Abhazia nu era nici georgiană, nici abhaziană, ci a lui Dumnezeu, au fost împușcați de un soldat confederat. Un alt preot a fost ucis împreună cu preoții Yuri Anua și  Andria, un etnic abhaz a fost forțat să-l împuște pe Andria înainte de a fi ucis.  Aproximativ 120 de locuitori ai satului au fost masacrați. 

### Căderea orașului Sukhumi
Thomas Goltz, un corespondent de război care a vizitat Abhazia în timpul războiului, reamintește că avioane MIG-29 rusești au aruncat 500 de kilograme de bombe cu vid care vizau în principal zonele rezidențiale din Sukhumi și satele de pe râul Gumista.  Jurnalistul rus Dmitri Kholodov a rămas în Sukhumi înainte să cadă la separatiști și a scris câteva rapoarte din orașul asediat. 
Bombardarea Sohumi este lucrul cel mai dezgustător în acest război... Toți locuitorii din Sohumi își amintesc de primul bombardament. A avut loc pe 2 decembrie 1992. Prima rachetă a căzut pe Strada  Păcii. Au lovit locuri aglomerate. Următoarea 'țintă strategică ' a fost piața orașului, care a fost lovită cu mare precizie. Optsprezece persoane au fost ucise în acea zi. Erau întotdeauna o mulțime de oameni în piață.
La 27 iulie 1993, a fost semnat un acord trilateral negociat de Rusia cu privire la încetarea focului și principiile pentru soluționarea conflictului georgian-abhazian. Încă o dată militarii georgieni au început să-și retragă toate artileria, tancurile și un număr semnificativ de trupe din Sukhumi. Separatiștii abhazi, împreună cu aliații lor, prin acordul încheiat, trebuiau să înceteze bombardamentul ofensiv și greu asupra orașului. În schimb, partea georgiană a fost asigurată de Rusia că Sukhumi nu va fi atacat sau bombardat dacă armata georgiană va termina retragerea. Trupele georgiene, împreună cu tancurile lor, au fost evacuate de navele militare rusești în orașul Poti.

Orașul a rămas fără apărare militară semnificativă. Un număr mare de civili au rămas în Suhumi și toate școlile au fost redeschise pe 1 septembrie. Un număr mare de PDI s-au întors în casele lor, iar viața normală a fost reluată în Sukhumi. Potrivit lui Șevardnadze, el a avut încredere în Elțin și în garanțiile rusești și, prin urmare, a cerut populației să se întoarcă.  Totuși, separatiștii din Abhazia, voluntarii din Caucazul de Nord, cazacii și forțele speciale ruse au atacat Sukhumi pe 16 septembrie la ora 8 dimineața.
A marcat începutul celor 12 zile de luptă non-stop în jurul Suhumi-ului asediat, cu lupte intense și pierderi umane de pe ambele părți. Georgienii care au rămas în oraș cu puști și AK 47, au rămas fără apărare de la unități de artilerie sau mecanizată.  Unirea actorilor de teatru de la Sukhumi s-au alăturat luptelor împreună cu alți civili care au decis să lupte. Orașul a fost bombardat fără milă de forțele aeriene rusești și de artileria separatistă. 
 
Pe 27 septembrie, orașul a căzut ca Abhaz, Confederația popoarelor montane din Caucaz (CMPC) și unitățile rusești au luat cu asalt Casa de guvernare din Abhazia. Unul dintre cele mai oribile masacre ale acestui război a fost pus pe populația civilă din Sukhumi după căderea lui. În timpul prăbușirii orașului, aproape 1 000 de persoane au pierit, pe măsură ce formațiuni abhaziste au depășit străzile orașului. Civilii care au fost prinși în oraș au fost luați din casele, subsolurile și clădirile lor. În cartea lui Tamaz Nadareishvili, Genocidul în Abhazia, interviurile ochi martor PDI include următorul cont de refugiat georgian în vârstă care au supraviețuit războiului:  
"Au capturat o tânără. Ea se ascundea în tufișurile de lângă casa în care fuseseră uciși părinții ei. Ea a fost violată de mai multe ori. Unul dintre soldați a omorât-o și a mutilat=o. Apoi au tăiat-o în două. Lângă trupul ei au lăsat un mesaj: așa cum acest cadavru nu va mai fi niciodată o singură bucată, așa Abhazia și Georgia nu vor mai fi niciodată unite."

Separatiștii și aliații lor au capturat pe președintele Consiliului Suprem, Zhiuli Shartava, primarul Sukhumi Guram Gabiskiria, Mamia Alasania și alți membri ai guvernului din Abhaz, inclusiv membrii poliției Sukhumi. Inițial li sa promis siguranța  dar în cele din urmă au fost uciși, iar raportul ONU menționează că Shartava este excesiv torturată.  O femeie georgiană care a supraviețuit masacrului de la Sukhumi, își amintește calomnia într-un interviu acordat regizorului rus Andrei Nekrasov:

"Când abhazii au intrat în casă, ei ne-au scos pe mine și pe fiul meu de șapte ani afară. Apoi ne-au forțat să să îngenunchiem, apoi l-au luat pe fiul meu și l-au împușcat chiar în fața mea. Dupa aceea m-au apucat de păr și m-au dus la puțul din apropiere. Un soldat abhaz m-a forțat să mă uit în jos, în puț; acolo am văzut trei bărbați tineri și o pereche de femei în vârstă, toți goi în apă. Ei țipau și plângeau în timp ce abhazii îndesau cadavre peste ei. Apoi au aruncat o grenadă acolo și băgat mai mulți oameni în interior. Am fost obligați din nou să îngenunchiem în fața cadavrelor. Unul dintre soldați a luat un cuțit și i-a scos ochii ochii unui mort de lângă mine. Apoi a început să-mi frece de buze și de față acel ochi decapitat. N-am mai suportat și am leșinat. M-au lăsat acolo într-un morman de cadavre."

Masacrele au continuat după căderea orașului Suhumi timp de aproximativ două săptămâni. Georgienii care nu reușiseră să fugă din oraș se ascundeau în clădirile de locuințe abandonate și în subsolurile casei. Nici combatanții, nici civilii, nici personalul medical (majoritatea femeilor) nu au fost cruțați.  După descoperire, militanții au fost uciși pe loc. Unul dintre cele mai brutale masacre ale războiului a fost comis în această perioadă. Materialele video arată că un copil de 5 ani a fost ucis brutal de militantul abhazian în fața mamei sale, pe o stradă din Suhumi.

Peste 100 de persoane georgiene care lucrează în domeniul cultural au fost ucise, printre care și femei. Printre alții, au fost: Nato Milorava, directorul artistic al Centrului de recreere Gumista, Vasily Cheidze, Teymuraz Zhvaniya, Guram Gelovani - actori ai Teatrului Dramatic, și Yuriy Davitaya, directorul parcului de cultura și recreere Sukhumi.

De asemenea, au fost uciși 200 de profesori, inclusiv 60 de femei. Represalii masive s-au desfășurat și în regiunile învecinate. În Khypsta / Akhalsopeli 17 au fost împușcați georgieni, inima unui bărbat de 70 de ani a fost tăiată, un alt om a fost spart cu moartea de topor, un 65 de ani a fost legat de un tractor, torturat și apoi ucis.

În timpul masacrelor de la Sukhumi, au fost vizați și resortisanți ai țării. Oricine a încercat să ascundă un refugiat georgian sau a ajutat în vreun fel a fost condamnat și ucis. Temur Kutarba, un abhazian, a fost ucis de un soldat Adighe în fața copiilor săi, pentru că nu a fost activ în uciderea georgienilor. V. Vadakaria, 23 și prietenul său abhazian, care au încercat să-l apere, au fost uciși. " 

### Ochamchire
Aproximativ 400 de familii georgiene au fost ucise  în timpul ofensivei Abhaziei de la Ochamchire . Ca și în cazul evenimentelor din Gagra din 1992, locuitorii locali au fost conduși la stadionul de fotbal Akhaldaba.  Barbatii, femeile si copiii au fost separati unul de celalalt. În câteva ore, bărbații au fost executați în timp ce femeile și adolescenții au fost violați și mai târziu uciși.  Potrivit conturilor martorilor, separatiștii din Abhazia au organizat lagăre de detenție unde fetele adolescente și femeile au fost ținute timp de 25 de zile.
 
În această perioadă, ei au fost violați și abuzați în mod sistematic.  Pe lângă atrocitățile comise împotriva civililor, au fost executați mai mult de 50 prizonieri luptători georgieni. Uciderea în masă a civililor a avut loc și în alte părți ale cartierului Ochamchire, în principal în Kochara (populat de etnici georgieni, 5340 de persoane conform estimărilor dinainte de război). Aproximativ 235 de civili au fost uciși și 1000 de case au fost distruse. 

Fosta rezidentă a districtului Ochamchire, Leila Goletiani, care a fost luată prizonieră de separatiștii din Abhazia, a dat următoarea relatare despre captivitatea ei directorului de film rus Andrei Nekrasov:

Am trăit în Abhazia cu 15 ani în urmă, într-un oraș mic, Akhaldaba, districtul Ochamchire. Abhazii ne-au atacat satul  pe 16 septembrie 1993. A fost imposibil să ne ascundem de gloanțele care plouau peste tot pe noi... Cazacii ruși au venit spre mine și au început să mă bată. Unul dintre acești cazaci m-a întrebat dacă am făcut vreodată sex cu cazaci. M-a apucat și a început să-mi rupă hainele, am încercat să rezist, dar m-au lovit cu capul de pământ și au început să mă bată cu paturile automatelor AK47.  În timp ce mă loveau peste tot, strigau: te vom ucide, dar o vom face așa de încet. Apoi m-au dus la o școală abhază unde țineau prizonieri georgieni civili. Erau acolo numai georgieni, femei, copii și bărbați. Unele femei erau gravide, iar copiii erau de vârste diferite. Batalionul de cazaci venea acolo în mod regulat. Luau fete tinere și copii și îi violau în mod sistematic. Erau copii în vârstă de 10, 12, 13 și 14 ani. Vizau mai ales copiii. Una din fetele de acolo avea 8 ani. Ea a fost luată de diferite grupuri de cazaci și a fost violată de numeroase ori. Nu știu cum a reușit să supraviețuiască după atât de multe violuri, dar nu vreau să menționez numele ei pentru a proteja identitatea ei. Au luat, de asemenea, femei, dar mai târziu au început să ia femeile vârstnice. Au violat aceste femei în vârstă într-un mod în care nu vreau să intru în detalii... a fost oribil." 

### Gali
După căderea orașului Sukhumi, singura regiune din Abhazia care și-a menținut o mare populație georgiană mare era Gali . Compoziția etnică a regiunii Gali diferă de restul Abhaziei. Regiunea a fost în mare parte populată de etnici georgieni și nu a mai experimentat nicio activitate militară în timpul războiului.La începutul anului 1994, separatiștii abhazi, confruntați cu realitatea prezenței etnice georgiene mari din granițele Abhaziei, și-au continuat politica de curățire etnică și de expulzare forțată a etnicilor georgieni.  Observatorii Organizației Națiunilor Unite au asistat la evenimentele din 1994 în cursul desfășurării acestora. 
 
Între 8 și 13 februarie, miliția separatistă din Abhazia și aliații lor au atacat satele și zonele populate din regiunea Gali, ucigându-i, violând și distrugând case (aproximativ 4.200 de case au fost distruse ca rezultat).  În ciuda prezenței forțelor de menținere a păcii din CSI rusești, masacrele și uciderea în masă a etnicilor georgieni au avut loc între 1995 și 1996, ceea ce a condus la 450 de morți și mii de IDP care fugeau spre est. 

## Perioada de după conflict

Dimensiunile grupurilor etnice majore din Abhazia în 1989 și în 2003

Moștenirea purificării etnice din Abhazia a fost devastatoare pentru societatea georgiană. Războiul și epurarea etnică sistematică ulterioară au produs circa 200.000-250.000  de PDI care au fugit în diferite regiuni georgiene, mai ales în Samegrelo (Mingrelia) (112.208, UNHCR, iunie 2000). În Tbilisi și în altă parte în Georgia, refugiații au ocupat sute de hoteluri, dormitoare și barăci militare sovietice abandonate pentru rezidență temporară. Mulți dintre aceștia au trebuit să plece în alte țări, în special în Rusia,  pentru a căuta o slujbă. 
La începutul anilor '90, refugiații din Georgia au rezistat asimilării în societatea georgiană. Guvernul Georgiei nu a încurajat asimilarea refugiaților temându-se că va "pierde unul din argumentele pentru păstrarea hegemoniei asupra Abhaziei". 
    
Aproximativ 60.000 de refugiați georgieni s-au întors spontan în districtul Gali din Abhazia în perioada 1994-1998, dar zeci de mii au fost relocați din nou atunci când luptele au fost reluate în districtul Gali în 1998. Cu toate acestea, de la 40 000 la 60 000 de refugiați s-au reîntors în districtul Gali începând din 1998, inclusiv persoane care călătoresc zilnic în linia de încetare a focului și cele care migrează sezonier în funcție de ciclurile agricole.  Situația drepturilor omului rămâne precară în zonele geografice din districtul Gali.

Organizația Națiunilor Unite și alte organizații internaționale au cerut imperios autorităților de facto ale Abhaziei să "se abțină de la adoptarea măsurilor incompatibile cu dreptul la întoarcere și cu standardele internaționale în domeniul drepturilor omului, cum ar fi legislația discriminatorie   [...] și să coopereze la înființarea unui birou internațional permanent pentru drepturile omului în Gali și să admită poliția civilă a Națiunilor Unite fără întârziere " 